# 화성에서 본 지구 일면통과

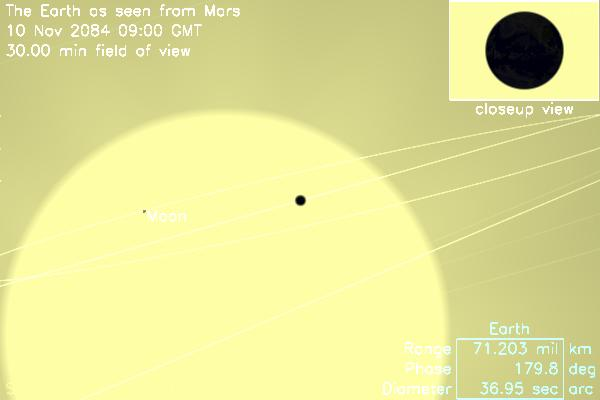
태양계 시뮬레이터로 작성한 2084년 화성에서 바라본 지구의 태양면 통과 모습. 달도 함께 태양면 위에 있다.

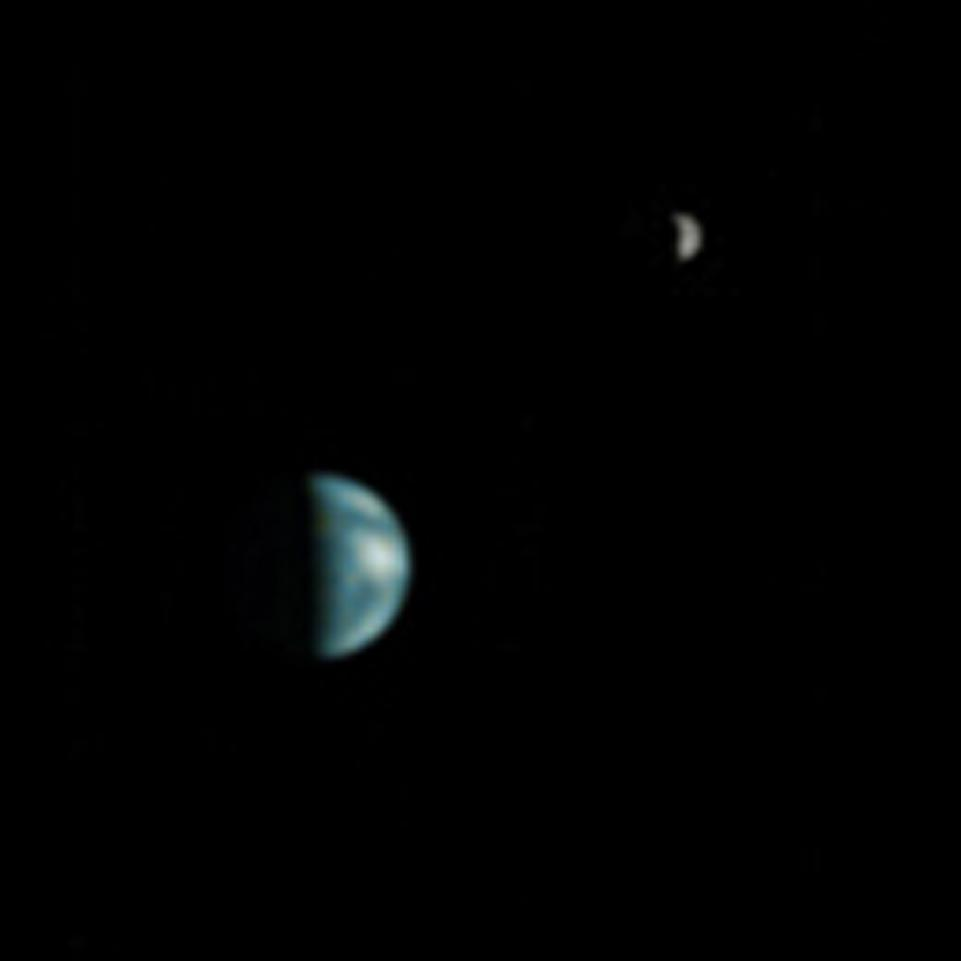
마스 글로벌 서베이어가 화성 궤도에서 찍은 지구와 달의 모습.

화성에서 본 지구 일면통과는 태양과 화성 사이에 지구가 정확하게 위치할 때 발생한다. 화성에서 본 지구는 마치 태양 원반 위를 지나가는 조그만 검은 점처럼 보인다.
아무도 화성에서 지구가 일면 통과를 하는 모습을 목격하지는 못했다. 그러나 가까운 지구 일면통과는 2084년 11월 10일 일어날 예정으로, 근미래 화성 식민지 개척자들이 이 모습을 볼 수 있을 가능성이 있다. 바로 직전 지구 일면통과는 1984년 5월 11일 일어났었다.
화성에서의 지구 일면통과는 100.5년, 79년, 25.5년, 79년의 간격으로 284년의 큰 주기를 지니면서 일어난다. 이는 화성년 151년과 지구의 284년이 거의 일치하고, 화성과 지구의 회합 주기가 맞물려서 생기는 규칙성이다. 이는 지구에서 본 금성의 일면 통과 현상과 원리가 같다. (금성 일면통과는 121.5년, 8년, 105.5년, 8년의 간격으로 크게 243년의 큰 주기를 지니면서 일어난다) 화성에서의 지구 일면통과는 5월 또는 11월에 발생한다.
화성에서는 내행성(수성, 금성, 지구)의 일면 통과를 관측할 수 있으며, 덧붙여서 화성 주위를 도는 두 개의 작은 위성 포보스와 데이모스가 태양을 가리는 모습도 볼 수 있다.

## 동시 일면통과
화성에서 본 지구와 달은 서로 가까이 붙어 있기 때문에, 지구 일면통과가 일어나면 달도 거의 함께 일면통과 현상을 보여준다. 때로는 한 쪽이 일면통과를 끝내고 나서 다른 쪽이 순차적으로 일면통과를 시작하는 경우도 생긴다. 해당되는 사례는 지난 1800년에 일어났으며, 다가오는 2394년에 다시 발생할 것이다.

## 화성에서 본 지구 일면통과를 소재로 쓴 작품
1971년 과학소설 작가 아서 C. 클라크가 쓴 '지구의 일면통과'에서, 화성에서 지구로 돌아오지 못하고 남게 된 불운한 탐사원이 임무 완수를 위해 지구 일면통과 현상을 관측하는 부분이 등장한다. 이 소설은 1984년의 지구 일면통과 현상을 소재로 썼는데, 지나치게 기술 발전 속도를 낙관적으로 잡았다는 평가이다.

## 일면통과 시각
| 화성에서 본 지구 일면통과 | 화성에서 본 지구 일면통과 |
| ------------------------- | ------------------------- |
| 1595년 11월 10일          |                           |
| 1621년 5월 5일            |                           |
| 1700년 5월 8일            |                           |
| 1800년 11월 9일           |                           |
| 1879년 11월 12일          |                           |
| 1905년 5월 8일            |                           |
| 1984년 5월 11일           |                           |
| 2084년 11월 10일          |                           |
| 2163년 11월 15일          |                           |
| 2189년 5월 10일           |                           |
| 2268년 5월 13일           |                           |
| 2368년 11월 13일          |                           |
| 2394년 5월 10일           |                           |
| 2447년 11월 17일          |                           |
| 2473년 5월 13일           |                           |

## 동시 통과
때때로 지구는 통과하는 동안에 태양을 스치면서 지나가기도 한다.(시야) 최근에 일어난 사건은 1211년 4월 30일이고, 다음에 일어날 사건은 4356년 11월 27일이다.
지구가 화성의 일부분을 통과하는 것으로 보일 수 있다. 최근에 일어난 사건은 664년 10월 26일이고, 다음에 일어날 사건은 5394년 12월 14일이다.
금성 일면통과와 지구 일면통과가 동시에 일어날 확률은 희박하다. 571471년에 일어난다.

## 같이 보기
- 통과 (천문학)

## 참고 문헌
- Albert Marth, Note on the Transit of the Earth and Moon across the Sun’s Disk as seen from Mars on November 12, 1879, and on some kindred Phenomena, Monthly Notices of the Royal Astronomical Society, 39 (1879), 513–514.
- Andrew Crommelin, Observations of Mars, 1904–6, Monthly Notices of the Royal Astronomical Society, 64 (1904), 520–521
- Jean Meeus & Edwin Goffin, Transits of Earth as Seen from Mars, Journal of the British Astronomical Association, 93 (1983), 120–123
- Charles Augustus Young, Measures of the Polar and Equatoreal Diameters of Mars, made at Princeton, New Jersey, U.S., The Observatory, 3 (1880), 471
- Meeus, Jean (1989). 《Transits》. Richmond, VA: Willmann-Bell. ISBN 0-943396-25-5.
- SOLEX